# Madonna Aldobrandini
La Madonna Aldobrandini o Madonna Garvagh è un dipinto a olio su tavola (38x33 cm) di Raffaello, databile al 1510 circa e conservato nella National Gallery di Londra.

## Storia
L'opera si trovava nelle collezioni Aldobrandini a Roma, da dove passò in quelle Borghese. Alla fine del Settecento fu acquistata dal Day, che la portò in Inghilterra, finendo nel 1824 nella raccolta di Lord Garvagh, prima di passare nella sede odierna, nel 1865, tramite acquisto.
La datazione è di solito riferita ai primi anni del soggiorno romano, verso il 1510, con oscillazioni di uno o due anni. Essa appare infatti in un taccuino detto "dei Garofani" assieme alla Madonna Mackintosh, che dovette essere elaborata in un periodo molto vicino.

## Descrizione e stile
Lo schema della composizione rivela l'influenza di Leonardo, con il tema della doppia finestra nello sfondo in controluce come nella Madonna del Garofano, ad esempio. Dalle due aperture si vede un paesaggio con costruzioni rurali e una città fortificata, che Cavalcaselle riconobbe come una veduta dei dintorni di Roma.
In primo piano Maria sta seduta su un basamento lapideo, con le gambe di fianco verso sinistra e il busto e la testa ruotati verso destra, a guardare san Giovannino, ritratto a mezza figura, che si sporge a dare un garofano rosso al Bambin Gesù. Il garofano, proprio come nel dipinto di Leonardo, simboleggia il sangue della Passione, ma anche il matrimonio mistico tra madre e figlio, cioè Cristo e la sua Chiesa. Il passaggio del garofano dal Precursore a Cristo assume così la valenza dell'accettazione di Gesù del proprio destino e l'incontro delle mani dei due è il perno ottico di tutta la rappresentazione.
Gesù, seduto in grembo a Maria, si sporge appoggiandosi sul grembo della donna, in un gesto di naturale familiarità. Tutta la composizione, di forma piramidale, è dominata da un senso di intimità e dolcezza, con una concatenazione di gesti e sguardi apparentemente semplice, ma frutto di approfonditi studi alla ricerca di un'armonia perfetta e idealizzata, ma spontanea e facilmente apprezzabile dallo spettatore.